# هانیویل (یوتا)

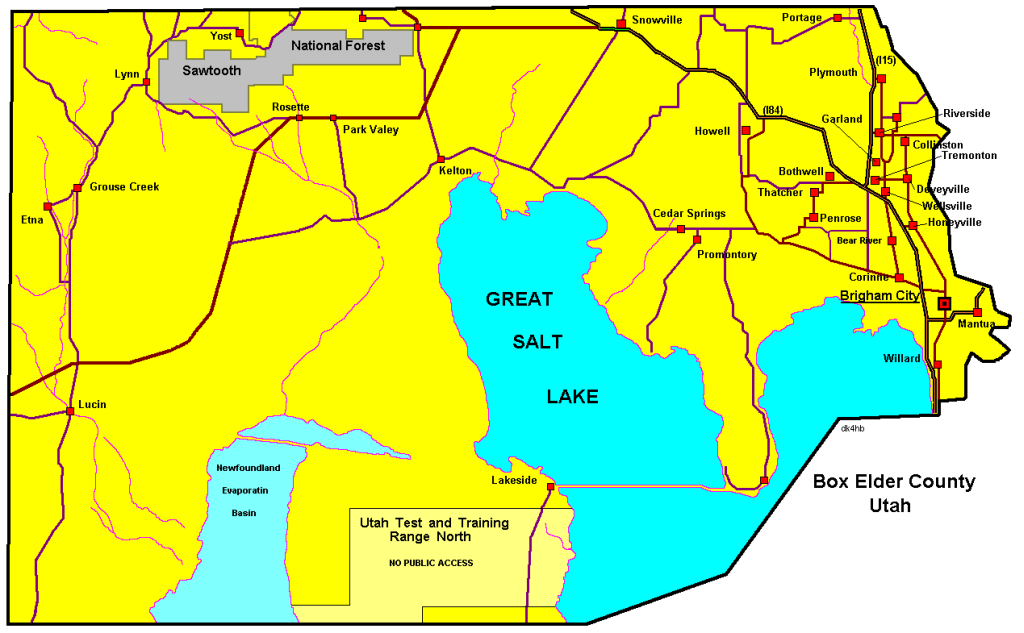
بی ربط

هانیویل (به انگلیسی: Honeyville) شهری در ایالت یوتا کشور ایالات متحده آمریکا است که جمعیت آن در سرشماری سال ۲۰۱۰ میلادی، ۱٬۴۴۱ نفر بوده‌است.